# Okręg wyborczy Leigh
Okręg wyborczy Leigh powstał w 1885 r. i wysyła do brytyjskiej Izby Gmin jednego deputowanego.

## Deputowani do brytyjskiej Izby Gmin z okręgu Leigh
- 1885–1895: Caleb Wright, Partia Liberalna
- 1895–1906: Charles Prestwich Scott, Partia Liberalna
- 1906–1910: John Brunner, Partia Liberalna
- 1910–1922: Peter Raffan, Partia Liberalna
- 1922–1923: Henry Twist, Partia Pracy
- 1923–1945: John Joseph Tinker, Partia Pracy
- 1945–1979: Harold Boardman, Partia Pracy
- 1979–2001: Lawrence Cunliffe, Partia Pracy
- 2001– : Andy Burnham, Partia Pracy